# Olibris
 (novembre 2021).
Les Éditions Olibris ont été créées en 2005, à Montpellier, par le Maître Fide Olivier Letréguilly. C'est une maison d'édition indépendante dont le siège social se situe à Saint-Paul (La Réunion). Olibris se consacre à l'édition de livres d'échecs en langue française.

## Au catalogue
- Murray Chandler
- John Emms
- Viktor Bologan
- Maurice Ashley
- Valentin Bogdanov
- Glenn Flear
- John Nunn
- Christian Bauer
- Stéphane Escafre
- Xavier Parmentier